# Runenstein von Fåberg

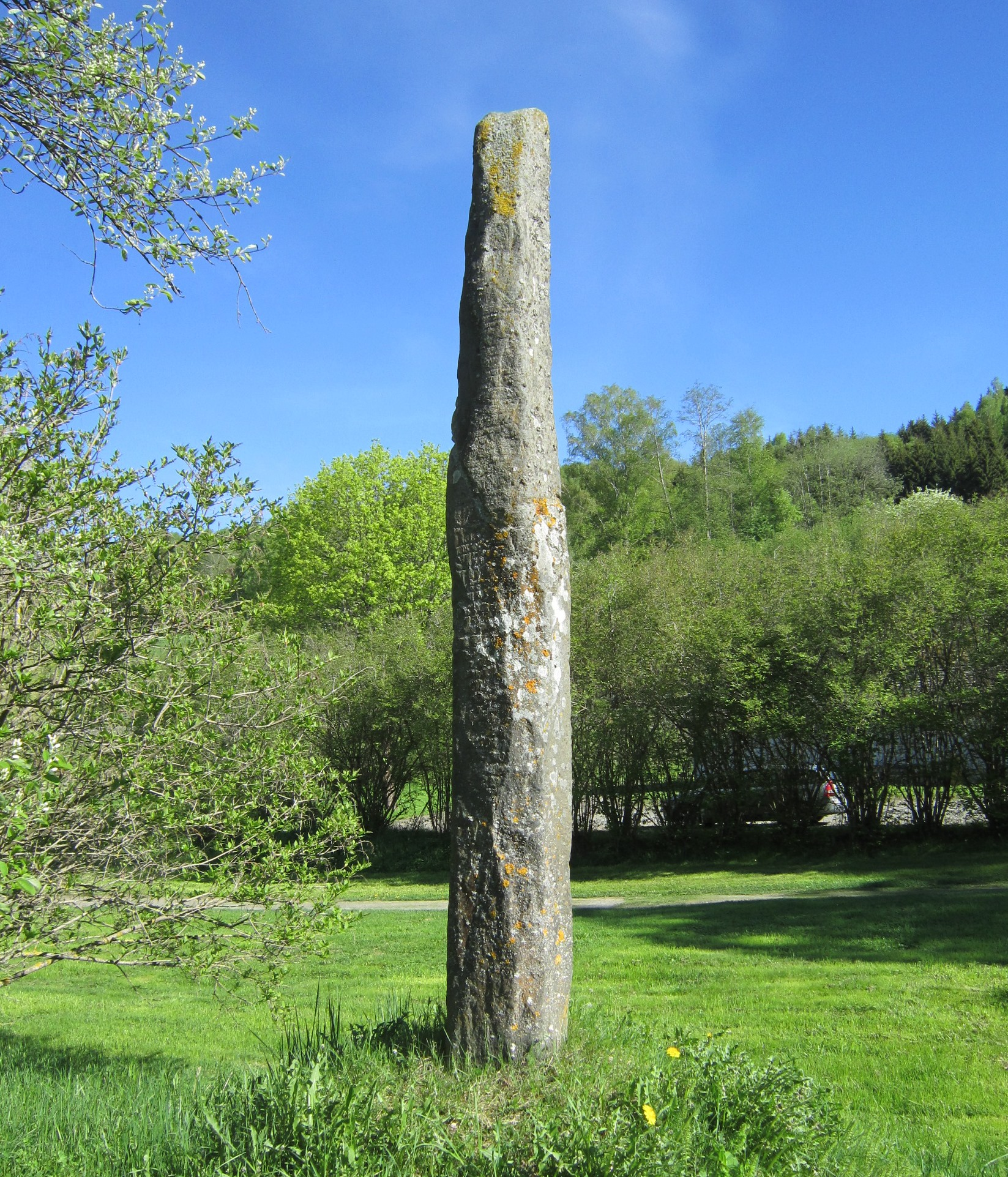
Fåbergstein (2013)

Der Runenstein von Fåberg (N 59, norwegisch Fåbergsteinen), steht bei der Fåberg kirke in Fåberg bei Lillehammer im Fylke Innlandet in Norwegen. Der Runenstein ist vermutlich ein Bautastein aus der späten Eisenzeit, der am Ende der Wikingerzeit um 1000 n. Chr. mit Runen versehen wurde. Der fast zylindrische Stein ist etwa drei Meter hoch und zwanzig bis dreißig Zentimeter dick.
Die rechtsläufige Inschrift im jüngeren Futhark zeigt Kurzzweigrunen, wobei die s-Rune in punktierter Variante ᛍ mit kreisförmigem Abschluss geritzt wurde. Diese besondere Form der s-Rune erscheint in norwegischen Inschriften des Weiteren in den Inschriften von Klepp I, Vang und Søgne.
- × ᚱᚢᛆᚱ ᛬ ᚱᛆᛁᛍᛐᛁ ᛬ ᛍᛐᛆᛁᚿ ᛬ ᚦ(ᚮ)ᚿ(ᚭ) ᛬ (ᛆ)(ᚠ)(ᛐ)ᛁᚱ ᛬ ᛆ(ᛚ)(ᚢ)ᛁ ᛬ ᚠᛆᚦᚢᚱ ᛬ ᛍᛁᚿ
- × ruar : raisti : stain : þ(a)n(o) : (a)(f)(t)ir : a(l)(u)i : faþur : sin ·
- „Hróarr reisti stein þenna eptir Ôlvi, fôður sinn.“
- „Hróarr errichtet diesen Stein nach Olve, seinem Vater.“

Im Jahre 1775 wurden drei Menhire gefunden, wovon einige Jahre später nur dieser übrigblieb. Der zerbrochene Stein wurde zur ursprünglichen Größe zusammengesetzt. Der obere Teil wurde im Jahre 1879 in einem Graben neben der Kirche gefunden. Der mehrfach versetzte Stein stand zeitweise in einem Park der Stadt Lillehammer. 1928 kam er zu seinem ursprünglichen Platz neben dem Friedhof zurück.
Eine Legende berichtet von einem Troll in einem Berg in der Nähe, der den Stein auf die Fåberg-Kirche werfen wollte, sie aber verfehlte. Der Fåbergstein wurde von der obersten Denkmalschutzbehörde Riksantikvaren als Denkmal registriert und unter Schutz gestellt.